# Stars (Ti.Pi.Cal.)
Stars è un singolo del gruppo musicale dance italiano Ti.Pi.Cal., pubblicato il 14 maggio 2011 in collaborazione con Josh.
Si tratta del primo brano inciso e pubblicato dal gruppo dopo la loro riunione ufficiale, avvenuta nel luglio 2010. Il brano, registrato a Palermo da labmusic, racconta storie di vita che illuminano la notte come stelle cadute dal cielo.